# Horas marcadas
Horas marcadas  es una película en blanco y negro de Argentina dirigida por Alberto Du Bois sobre el guion de Arturo García Portela y Horacio Priani, sobre argumento de Arturo García Portela, Horacio Priani y Julio Oscar Villarreal que se estrenó el 4 de mayo de 1954 y que tuvo como protagonistas a Santiago Gómez Cou, Iris Marga, María del Río y Alberto Barcel.

## Sinopsis
Un hombre se casa con una mujer con el propósito de luego eliminarla y heredar su fortuna.

## Reparto
- Santiago Gómez Cou
- Iris Marga
- María del Río
- Alberto Barcel
- Lalo Hartich
- Beatriz Gahal
- Violeta Martino
- Alberto Correa Córdoba
- César Fiaschi
- José Guisone
- Eduardo de Ezpeleta
- Thelma Jordán
- Fausto Aragón
- Susana Solís
- Gabriel Dessani
- Miguel Ángel Valera
- Pedro Daril
- Guillermo Murray
- Carlos Armiento
- Victoria Lincoln
- Carlos Benso

## Comentarios
King en su crónica en El Mundo dijo:

”Buena expresión de un tema dramático…No carece de fuerza.”

Noticias Gráficas: 

”Interesante coartada en (este) film semipolicial….pero antes de entrar en materia se entretiene el director en algunos diálogos de falsa forma literaria.”